# Paolo Arrigoni (1964)
Paolo Arrigoni (Lecco, 14 giugno 1964) è un dirigente d'azienda italiano, Presidente del Gestore dei Servizi Energetici - GSE S.p.A. da marzo 2023, nonché senatore della Repubblica dal 2013 al 2022 e questore del Senato dal 2018 al 2022.

## Biografia
Nato a Lecco, vive a Calolziocorte. È sposato con due figlie.
Iscritto alla Lega Nord, ha ricoperto la carica di assessore di Calolziocorte dal 2001 al 2003, sindaco di Calolziocorte per due mandati consecutivi, dal 2003 al 2013, ed è stato consigliere della provincia di Lecco dal 2004 al 2014.

### Elezione a senatore
Dopo essere stato candidato ma non eletto alle elezioni politiche del 2006 alla Camera nella circoscrizione Lombardia 2, alle elezioni politiche del 2013 viene candidato al Senato della Repubblica ed eletto senatore nella circoscrizione Lombardia nelle liste della Lega Nord. Nella XVII legislatura è stato componente della 13ª Commissione Territorio, ambiente, beni ambientali, di cui è stato segretario dal 7 maggio 2013 al 20 gennaio 2016, oltre che membro del Comitato parlamentare Schengen, Europol e immigrazione, della Commissione parlamentare d'inchiesta sulle attività illecite connesse al ciclo dei rifiuti e su illeciti ambientali ad esse correlati.

### Questore al Senato
Alle elezioni politiche del 2018 viene ricandidato al Senato della Repubblica e rieletto senatore tra le liste della Lega per Salvini Premier nella medesima circoscrizione. Il 28 marzo 2018 viene eletto Questore a Palazzo Madama con 130 voti.
Nella XVIII legislatura viene riconfermato componente della 13ª Commissione Territorio, ambiente, beni ambientali. A luglio 2018, inoltre, è stato eletto tra i dieci componenti del Comitato parlamentare per la sicurezza della Repubblica (COPASIR), organo del Parlamento della Repubblica Italiana che esercita il controllo parlamentare sull’operato dei servizi segreti italiani.
Il 24 giugno 2020 viene nominato dal segretario federale della Lega Matteo Salvini responsabile del Dipartimento Energia della Lega.
Alle elezioni politiche del 2022 è ricandidato dalla Lega al Senato in seconda posizione nel Collegio plurinominale Lombardia - 01 ma non viene rieletto.

### Presidente GSE
Il 9 marzo 2023 viene nominato Presidente del Gestore dei Servizi Energetici dall'assemblea degli azionisti. GSE è una società pubblica interamente partecipata dal Ministero dell’Economia e delle Finanze, che opera in linea con gli indirizzi del Ministero dell’Ambiente e della Sicurezza Energetica. È incaricata in materia di promozione e sviluppo delle fonti rinnovabili, efficienza energetica e mobilità sostenibile.